# کریستین بویر
کریستین بویر (انگلیسی: Christine Boyer; ۳ ژوئیهٔ ۱۷۷۱ – ۱۴ مهٔ ۱۸۰۰) اهل فرانسه بود. او همسر لوسین بناپارت  سیاستمدار، دیپلمات، و نویسنده اهل فرانسه بود.